# Drupal
Drupal (IPA-udtale: [druː pʰʊɫ]) er en modulær content management platform skrevet i programmeringssproget PHP. En content management platform (eller CMP) er en web-applikation der kan benyttes til at udvikle andre systemer. De fleste kender dog Drupal for det allerede indlejrede CMS content management system. Et CMS styrer indholdet på et website på en måde hvor brugeren kan redigere det uden indgående kendskab til det programmeringssprog systemet er skrevet i, i det her tilfælde PHP.
Drupal kan køre på mange forskellige software-platforme, blandt andet Apache, lighttpd og IIS. Drupal kræver en relationel database. I øjeblikket understøtter Drupal MySQL og PostgreSQL. Drupal kan også køre på en Oracle eller MSSQL-databaseserver, men det er ikke officielt understøttet.
Drupal er open source software distribueret under GPL ( "GNU General Public License") og vedligeholdes og udvikles af et fællesskab på tusinder af brugere og udviklere.

## Historie
Systemet er oprindeligt udviklet i 2000 på universitetet i Antwerpen af Dries Buytaert, som stadig er de facto leder af Drupal projektet og som sidenhen har grundlagt virksomheden Acquia, der rådgiver brugere af Drupal. Det startede som et bulletin board system (BBS), og blev i 2001 lavet til et open source projekt. 
Drupal er en anglificering af det hollandske ord druppel, som betyder dråbe. Navnet kommer fra det nu hedengangne netsted Drop.org, som var det første netsted, hvor den kode, der sidenhen er blevet til det nuværende Drupal, blev brugt første gang. Dries ønskede oprindeligt at kalde siden for “dorp” (hollandsk for landsby, som reference til det sociale aspekt i softwaren), men lavede en slåfejl i forbindelse med bestillingen af domænet og syntes så, at drop var bedre.
Gennem årene er Drupals popularitet steget voldsomt. Det er umuligt at sige hvor mange websites der benytter Drupal, men man mener at tallet i juli 2010 lå på omkring 7,2 millioner. 
Drupal er tilgængelig i to officielt understøttede versioner, Drupal 6 og Drupal 7. På drupal.org findes mere end 10.500 moduler, temaer og oversættelser til fri afbenyttelse.
I Danmark har siden 2009 eksisteret en forening, Drupal Danmark, der er officielt tilknyttet det internationale Drupal arbejde og Dries Buytaert. Foreningen står bag weekendarrangementer som bl.a. Drupal Camp og har til formål at støtte udbredelsen af Drupal i Danmark. 
Desuden findes websitet drupal.dk, som er et brugeropbygget informations-website, hvor man finder en lang række artikler, guides, video-tutortials og anden information omkring Drupal.
To gange årligt afholdes der DrupalCon – en international konference for folk, der er interesserede i Drupal. I august 2010 blev den europæiske DrupalCon afholdt i København .

## Content Management System
Drupal er et modulært system. De grundlæggende moduler, "core"(kernen), indeholder den funktionalitet der betragtes som essentiel for et Drupal-site. Der ud over findes der et væld af moduler, der giver yderligere funktionalitet.
Kernemodulerne indeholder følgende muligheder:
- Oprettelse, redigering og kategorisering af indhold
- Søgning
- Kommentar-system
- Forum
- Afstemninger
- Personlige brugerprofiler
- Kontaktformularer
- Temaer der ændrer hele sidens udseende – laves selv eller hentes på drupal.org
- Menusystemer med flere nivauer
- Oversættelse af indhold og af brugerfladen
- RSS feeds
- Saml RSS feeds fra andre sider
- Registrering og administration af brugerkonti
- Finmasket adgangsbegrænsningssystem – bestem hvilke brugergrupper der må hvad
- Adgangsregler med mulighed for at for at nægte adgang til specifikke brugernavne, e-mail-adresser eller IP-adresser.
- Statistik-modul
- Cache og throttle for at forbedre ydelsen på meget besøgte sider
- Input-filtrering og indholdstyper
- Brugervenlige URLer der er nemme at huske (for eksempel "www.minside.dk/produkter" i stedet for "www.minside.dk/?q=node/3453")

Versionsstyring, også en del af kernen, holder øje med ændringer af indhold, hvem der ændrede det, hvad der blev ændret, dato og tid for ændringen og så videre. Systemet indeholder en kommentarlog og gør det muligt for brugeren at gå tilbage til en tidligere version af indholdet – lige som her på Wikipedia.
Alle funktioner i kernen kan bruges uden kendskab til PHP eller HTML.